# Бахер, Сесилия
Ингеборг Сесилия Карола Бахер, урождённая Боклунд (швед. Ingeborg Cecilia Carola Bacher, 18 июня 1866, Стокгольм, Швеция — 18 января 1942, Стокгольм, Швеция) — шведская художница-витражист.

## Биография
Сесилия Бахер сначала изучала живопись у своего отца Йохана Боклунда, а затем продолжила обучение в технической школе Konstfack. После окончания учёбы она обучалась в школе живописи Керстин Кардон. Некоторое время Сесилия работала совместно со своей сестрой Тирой Графстрём, но позже всё больше переходила на витражную живопись. В 1895—1896 годах она работала ассистентом в Скандинавском музее. В 1887—1891 годах Сесилия была награждена тремя стипендиатами Национального совета по торговле для обучения за рубежом в области витражной росписи.
Бахер была представлена на Всемирной выставке в 1893 году, и её работа была награждена медалью. Она, среди прочего, создала витражи в церкви Густава Адольфа и церкви Святого Иоанна в Стокгольме.
Сесилия вышла замуж за банкира Нильса Фредрика Бахера (1856—1917).